# أوسكار ارسي
أوسكار ارسي (بالإسبانية: Óscar Arce)‏ هو لاعب كرة قدم كولومبي في مركز الدفاع، ولد في 15 فبراير 1990 في Unguía ‏ في كولومبيا. لعب مع أتليتيكو بوكارامانغا وأتيناس دي سان كارولس ورامبلا جونيورز.

## وصلات خارجية
- أوسكار ارسي على موقع قاعدة بيانات كرة القدم.إي يو (الإنجليزية)
- أوسكار ارسي على موقع Soccerway.com (الإنجليزية)
- أوسكار ارسي على موقع عالم كرة القدم.نت (الإنجليزية)